# Imposto sobre o Valor Acrescentado da União Europeia
O imposto sobre valor acrescentado da União Europeia (IVA da UE) é um imposto sobre valor acrescentado sobre os bens e os serviços dentro da União Europeia (UE). As instituições da UE não recolhem o imposto, mas os estados-membros da UE são obrigados a adotar na legislação nacional um imposto sobre valor acrescentado (IVA) que esteja em conformidade com o Código do IVA da UE. Diferentes taxas de IVA são aplicadas nos diferentes estados-membros da UE, variando entre 17% no Luxemburgo e 27% na Hungria. O IVA total cobrado pelos estados-membros é usado como parte do cálculo para determinar o que cada estado-membro contribui para o Orçamento da UE.

## Como funciona
O sistema do IVA da UE é regulado por uma série de diretivas da União Europeia. O IVA da UE é baseado no "princípio do destino": o imposto sobre valor acrescentado (IVA) é pago ao governo do país em que vive o consumidor que compra o produto.
As empresas que vendem um produto cobram o IVA e o cliente paga esse valor. Quando o cliente é uma empresa, o IVA é conhecido como "IVA suportado". Quando um consumidor compra o produto final de uma empresa, o imposto é chamado de "IVA de saída".

## Administração coordenada
Um imposto sobre o valor acrescentado (IVA) é cobrado em cada fase da cadeia de abastecimento e é remetido às autoridades fiscais do estado-membro em causa, fazendo parte das receitas desse estado-membro. Uma pequena parte vai para a União Europeia sob a forma de uma taxa ("recursos próprios baseados no IVA").
A administração coordenada do imposto sobre valor acrescentado no Espaço do IVA da UE é uma parte importante do Mercado Interno da União Europeia. O IVA transfronteiriço é declarado da mesma forma que o IVA nacional, o que facilita a eliminação dos controlos fronteiriços e aduaneiros entre os estados-membros, poupando custos e reduzindo os atrasos. Também simplifica o trabalho administrativo dos transitários. Anteriormente, apesar de já existir a União Aduaneira da União Europeia (UAUE), as diferentes taxas de IVA e os processos separados de administração do IVA resultavam numa elevada carga administrativa e de custos para o comércio transfronteiriço.
Para as pessoas físicas (não registadas em IVA) que transportam para um estado-membro bens adquiridos enquanto vivem ou viajam noutro estado-membro, o IVA é normalmente pago no estado-membro onde os bens foram adquiridos, independentemente de quaisquer diferenças nas taxas de IVA entre os dois estados-membros, e qualquer imposto a pagar sobre as vendas à distância é cobrado pelo vendedor. Contudo, há uma série de disposições especiais para bens e serviços específicos.

## Diretiva da União Europeia
O objetivo da Diretiva do IVA da UE (Diretiva 2006/112/CE do Conselho, de 28 de novembro de 2006, relativa ao sistema comum do imposto sobre o valor acrescentado) é harmonizar os IVA no Espaço do IVA da UE e especifica que as taxas do IVA devem estar dentro de um determinado intervalo. Tem vários propósitos básicos:
- Harmonização da legislação do IVA (conteúdo)
- Harmonização do conteúdo e disposição (layout) da declaração do IVA
- Regulamentação da contabilidade, fornecendo uma estrutura legal de contabilidade comum
- Fornecimento de faturas detalhadas (artigo 226) e recibos (artigo 226b), o que significa que os estados-membros têm de ter uma estrutura de fatura comum
- Regulação das Contas por Pagar (CP ou CxP)
- Regulação das Contas por Cobrar (CC ou CxC)
- Definição padrão da contabilidade nacional e dos termos administrativos

A Diretiva do IVA está publicada em todas as línguas oficiais da UE.
No Reino Unido, a Diretiva 2006/112/CE é designada por Diretiva Principal do IVA (Principal VAT Directive, PVD).

## História
A maioria dos estados-membros já tinha um sistema de IVA antes de ingressar na UE, mas para alguns países, como Espanha, o IVA foi introduzido com a adesão à UE.
Em 1977, o Conselho das Comunidades Europeias procurou harmonizar os sistemas nacionais de IVA dos seus estados-membros emitindo a Sexta Diretiva para fornecer uma base uniforme de análise, e substituindo a Segunda Diretiva promulgada em 1967. Em 2006, o Conselho procurou melhorar a Sexta Diretiva reformulando-a.

### Primeira Diretiva
A Primeira Diretiva preocupa-se em harmonizar a legislação dos estados-membros em matéria de impostos sobre o volume de negócios.
Esta lei foi adotada para substituir o sistema de tributação indireta cumulativa multinível nos estados-membros da UE, simplificando o cálculo dos impostos e neutralizando o fator da tributação indireta em relação à concorrência na UE.

### Sexta Diretiva
A Sexta Diretiva caraterizou o IVA da UE como a harmonização do imposto geral dos estados-membros sobre o consumo de bens e serviços. A Sexta Diretiva definiu a transação tributável dentro do sistema de IVA da UE como uma transação envolvendo o fornecimento de bens, o fornecimento de serviços e a importação de bens.
Os critérios de abuso estão identificados pela jurisprudência do Tribunal Europeu de Justiça (European Court of Justice, ECJ) desenvolvida a partir de 2006: casos de IVA da Halifax e da Universidade de Huddersfield e, posteriormente, Part Service, Ampliscientifica and Amplifin, Tanoarch, Weald Leasing e RBS Deutschland. Os estados-membros da UE têm o dever de tornar as suas leis e regras antiabuso compatíveis com as decisões do Tribunal Europeu de Justiça, além de retroativamente recaracterizar e processar as transações que atendam a estes critérios do Tribunal Europeu de Justiça.
A acumulação indevida de vantagens fiscais pode ser descoberta a qualquer momento sob a aplicação formal da Sexta Diretiva e deve estar baseada numa variedade de fatores objetivos, demonstrativos de que a "estrutura organizacional e a forma das transações" livremente escolhidas pelo contribuinte foram essencialmente destinadas a obter uma vantagem fiscal que é contrária aos propósitos da Sexta Diretiva da UE.
Tal jurisprudência implica uma análise judicial implícita da estrutura organizacional escolhida pelos empresários e investidores que operam em vários estados-membros da UE, a fim de estabelecer se a organização foi legalmente criada e era imprescindível às suas atividades económicas ou “teve o propósito de limitar os seus encargos fiscais”. Esta jurisprudência está em divergência com o direito constitucional à liberdade económica de empreendedorismo.

### Oitava Diretiva
A Oitava Diretiva centra-se na harmonização da legislação dos estados-membros no que diz respeito aos impostos sobre o volume de negócios – disposições sobre o reembolso do imposto sobre o valor acrescentado (IVA) a sujeitos passivos não estabelecidos no território do estado-membro (as disposições desta lei permitem que um contribuinte de um estado-membro receba o reembolso do IVA noutro estado-membro).

### Reformulação da Sexta Diretiva
A reformulação da Sexta Diretiva manteve todas as disposições legais da Sexta Diretiva, mas também incorporou as disposições do IVA encontradas noutras diretivas e reorganizou a organização do texto para o tornar mais legível. Para além disso, a Diretiva Reformulada codificou outros instrumentos, incluindo uma decisão da Comissão de 2000 relativa ao financiamento do Orçamento da UE com uma percentagem dos valores do IVA cobrados por cada estado-membro.

## Fornecimento de bens

### Abastecimento doméstico
Uma entrega doméstica de bens é uma transação tributável em que os bens são recebidos em troca de uma contraprestação dentro de um estado-membro. Nesse momento, esse estado-membro cobra o IVA sobre os bens e permite um crédito correspondente na sua revenda.

### Aquisição Intracomunitária
Uma aquisição intracomunitária de bens é uma operação tributável a título oneroso que atravessa dois ou mais estados-membros. O local da prestação é determinado como sendo o estado-membro de destino, sendo o IVA normalmente cobrado à taxa aplicável no estado-membro de destino; contudo, existem disposições especiais para vendas à distância.
O mecanismo para alcançar este resultado é o seguinte: o estado-membro exportador não cobra IVA sobre a venda, mas ainda assim dá ao comerciante exportador um crédito pelo IVA pago na compra prévia realizada pelo exportador (na prática, isto geralmente representa um reembolso em dinheiro) ("taxa zero"). O estado-membro importador faz a "cobrança reversa" do IVA. Por outras palavras, o importador é obrigado a pagar o IVA ao estado-membro importador à sua taxa legal em vigor. Em muitos casos, um crédito é dado imediatamente como IVA pago a montante. A partir daí, o importador cobra o IVA na revenda do modo normal.

### Vendas à distância
Quando um vendedor num estado-membro vende bens diretamente a indivíduos e organizações isentos de IVA noutro estado-membro e o valor acrescentado dos bens vendidos aos consumidores nesse estado-membro é inferior a €100.000 ou €35.000 (ou o equivalente) em quaisquer (12) doze meses consecutivos, essa venda de bens pode-se qualificar para a aplicação do tratamento das vendas à distância. O tratamento das vendas à distância permite que o vendedor aplique as regras do local da prestação doméstica para determinar qual o estado-membro que deve cobrar o IVA. Isto permite que o IVA seja cobrado à taxa aplicável no estado-membro exportador. Contudo, existem algumas restrições adicionais a serem cumpridas: certos bens não se qualificam (por exemplo, veículos motorizados novos) e um registo obrigatório de IVA é exigido para um fornecedor de produtos sujeitos aos impostos especiais sobre o consumo, como o tabaco e o álcool.
Se as vendas aos consumidores finais num estado-membro excederem €100.000, o vendedor exportador deve cobrar o IVA à taxa aplicável no estado-membro importador. Se um fornecedor fornece um serviço de vendas distante para vários estados-membros da UE, é necessária uma contabilidade separada para os bens vendidos em relação ao cálculo do IVA. O fornecedor deve assim solicitar um registo do IVA (e cobrar a taxa aplicável) em cada estado-membro onde o volume de vendas em quaisquer (12) doze meses consecutivos exceda o limite local.
Aos estados-membros importadores é permitido que apliquem um valor limite especial mais baixo de €35.000 se temerem que, sem esse valor limite mais reduzido, a concorrência dentro do estado-membro seja distorcida. Apenas a Alemanha, o Luxemburgo e os Países Baixos aplicaram um limite superior a €100.000.

## Fornecimento de serviços
Uma prestação de serviços é a prestação de qualquer coisa que não seja um bem.
A regra geral para determinar o local da prestação é o local onde o prestador dos serviços está estabelecido (ou "pertence"), como um estabelecimento estável onde o serviço é prestado, o domicílio permanente do prestador ou o local da residência habitual do prestador. O IVA é cobrado à taxa aplicável e cobrada pelo estado-membro onde se situa o local de prestação dos serviços.
Esta regra geral relativa ao lugar das prestações dos serviços (local de estabelecimento do prestador de serviços) está sujeita a várias exceções se os serviços forem prestados a clientes estabelecidos fora da Comunidade ou a sujeitos passivos estabelecidos na Comunidade mas não no mesmo estado-membro que o prestador. A maioria das exceções muda o local de fornecimento para o local de recebimento. As exceções de fornecimento incluem:
- serviços de transporte
- serviços culturais
- serviços artísticos
- serviços desportivos
- serviços científicos
- serviços educativos
- serviços auxiliares de transporte
- serviços relacionados com serviços de preços de transferência

Serviços diversos incluem:
- serviços judiciais
- serviços bancários e financeiros
- telecomunicações
- transmissão
- serviços fornecidos eletronicamente
- serviços de engenheiros e contabilistas
- serviços de publicidade
- serviços da propriedade intelectual

O local dos serviços imobiliários é onde o imóvel está localizado.
Existem regras especiais para determinar o local da prestação dos serviços por via eletrónica.
O mecanismo da cobrança do IVA quando o local da entrega não é no mesmo estado-membro do fornecedor é semelhante ao utilizado nas Aquisições Intracomunitárias de bens; taxa zero pelo prestador e autoliquidação pelo destinatário dos serviços para os sujeitos passivos. Mas se o destinatário dos serviços não for um sujeito passivo (ou seja, um consumidor final), o fornecedor deve geralmente cobrar o IVA à taxa aplicável no seu próprio estado-membro.
Se o local de fornecimento for fora da UE, não é cobrado IVA.

## Importação de bens
Os bens importados de estados não-membros estão sujeitos ao IVA à taxa aplicável no estado-membro importador, sejam ou não as mercadorias recebidas a título oneroso e ao importador. O IVA é geralmente cobrado ao mesmo tempo que os direitos aduaneiros na alfândega da fronteira e utiliza como base de cálculo os valores apurados para os bens importados pela Autoridade Aduaneira do estado-membro. Contudo, como resultado da isenção administrativa do IVA da UE, uma exceção designada por Redução da Consignação de Baixo Valor (Low Value Consignment Relief) é permitida nas remessas de baixo valor.
O IVA pago na importação é tratado como IVA suportado da mesma forma que nas compras internas.
Após as alterações introduzidas a 1 de julho de 2003, as empresas não pertencentes à UE que fornecem produtos e serviços de comércio eletrónico digital e entretenimento para estados-membros da UE devem-se registar junto das autoridades fiscais do estado-membro da UE relevante e cobrar IVA sobre as suas vendas à taxa apropriada de acordo com a localização do comprador. Em alternativa, ao abrigo de um regime especial, as empresas de bens não digitais e de fora da UE podem-se registar e contabilizar o IVA apenas num estado-membro da UE. Isto produz distorções, pois a taxa do IVA é a do estado-membro onde está registado, não onde o cliente está localizado, e uma abordagem alternativa está, portanto, em negociações para que o IVA seja cobrado à taxa do estado-membro onde o comprador está localizado.

## Isenções
Existe uma distinção entre bens e serviços isentos de IVA e os que estão sujeitos a 0% de IVA. O vendedor de bens e serviços isentos não tem direito a recuperar o IVA pago nas compras comerciais, enquanto o vendedor de bens e serviços com taxa de 0% tem direito.
Por exemplo, um fabricante de livros na Irlanda que compra papel incluindo IVA à taxa de 23% e vende livros à taxa de 0% tem direito a reclamar o IVA na compra do papel, uma vez que a empresa está a fazer fornecimentos tributáveis. Em estados-membros como a Suécia e a Finlândia, organizações sem fins lucrativos, como clubes desportivos, estão isentas de todo o IVA e devem pagar o IVA integral para as compras, sem reembolso. A Comissão Europeia deseja abolir ou reduzir o alcance destas isenções, apesar de haver objeções por parte das federações desportivas, pois isso geraria custos e muita burocracia para o pessoal voluntário dos pequenos clubes desportivos.

## Grupos de IVA
Um grupo de IVA é um agrupamento de empresas ou organizações que estão autorizadas a tratarem-se como uma única unidade para fins relacionados com a cobrança e pagamento do IVA. O artigo 11.º da Diretiva permite que os estados-membros decidam se permitem que grupos de empresas ou organizações estreitamente relacionadas sejam tratadas como um único "sujeito passivo" e, em caso afirmativo, que também criem e implementem as suas próprias medidas para combater qualquer elisão ou evasão fiscal associada decorrente do uso indevido desta disposição. Os membros do grupo devem estar "estreitamente relacionados", por exemplo, uma empresa principal e as suas subsidiárias, e devem-se registrar conjuntamente para os fins do IVA. A partir daí, o IVA não precisa de ser cobrado sobre os custos das transações realizadas dentro do grupo.

O artigo 11.º estabelece:
"Após consulta do Comité Consultivo do Imposto sobre o Valor Acrescentado (a seguir designado «Comité do IVA»), cada Estado-Membro pode considerar como um único sujeito passivo as pessoas estabelecidas no território desse mesmo Estado-Membro que, embora juridicamente independentes, se encontrem estreitamente vinculadas entre si nos planos financeiro, económico e de organização. Um Estado-Membro que exerça a faculdade prevista no primeiro parágrafo pode adoptar todas as medidas necessárias para evitar a possibilidade de fraude ou evasão fiscais em razão da aplicação dessa disposição."
Os requisitos variam entre os estados-membros da UE que optaram por permitir grupos de IVA porque a legislação da UE prevê que os estados-membros determinem as suas próprias regras detalhadas para a elegibilidade e as operações do grupo.
A legislação tributária de Itália permite a operação de Grupos de IVA.
A legislação tributária do Reino Unido permite a operação de Grupos de IVA, sujeito a certas limitações. As entregas efetuadas entre membros do grupo são ignoradas para efeitos do IVA e todas as entregas externas são tratadas como tendo sido efetuadas pelo "membro representante". Após o Brexit, o sistema permanece em vigor se os membros do grupo estiverem estabelecidos no Reino Unido, pese embora para a venda de mercadorias entre os membros na Grã-Bretanha e os membros na Irlanda do Norte, os fornecimentos sejam desconsiderados apenas se ambos os membros estiverem estabelecidos na Irlanda do Norte.
Todas as entidades (sociedades ou sociedades de responsabilidade limitada) do grupo são solidariamente responsáveis por todo o IVA devido.

## Oitava e Décima Terceira Diretivas
As empresas podem ser obrigadas a registarem-se em IVA nos estados-membros da UE diferentes daquele em que estão sediadas se fornecerem bens por correspondência para esses estados-memrbos acima de um determinado limite. As empresas estabelecidas num estado-membro, mas que recebem fornecimentos noutro estado-membro, podem reclamar o IVA cobrado no segundo estado-membro. Para fazer isto, as empresas têm um número de identificação fiscal de valor acrescentado (NIF‐IVA) (value-added tax identification number, VATIN). A Décima Terceira Diretiva do IVA permite que as empresas estabelecidas fora da UE recuperem o IVA em determinadas circunstâncias.

## Mini Balcão Único (Mini One Stop Shop,MOSS)
Para cumprir estas novas regras, as empresas precisam de decidir se desejam registar-se para usar o regime (scheme) de simplificação Mini Balcão Único (Mini One Stop Shop, MOSS) do IVA da UE. O registo no MOSS é voluntário. Se os fornecedores decidirem não aderir ao MOSS, o registo será exigido em cada estado-membro onde as entregas dos serviços eletrónicos B2C são feitas. Sem limite mínimo em volume de negócios para as novas regras do IVA da UE, o registo do IVA passará a ser exigido independentemente do valor da prestação dos serviços eletrónicos em cada estado-membro. A página dos registos no MOSS da UE foi disponibilizada a 1 de outubro de 2014. A partir de 1 de julho de 2021, o MOSS foi estendido para os produtos B2C e transformado no Balcão Único (One Stop-Shop, OSS):
- O regime MOSS não comunitário para a prestação de serviços eletrónicos por sujeitos passivos não estabelecidos na UE foi alargado a todos os tipos de serviços transfronteiriços a consumidores finais na UE;
- O regime da União para as prestações intra-UE de serviços eletrónicos será alargado a todos os tipos de serviços B2C, bem como às vendas à distância intra-UE de bens e a determinadas prestações nacionais facilitadas por interfaces eletrónicas. O alargamento às vendas à distância intracomunitárias de bens é acompanhado pela supressão dos atuais limiares das vendas à distância, em linha com o compromisso de aplicação ao IVA do princípio do destino;
- Foi criado um regime de importação que abrange as vendas à distância de remessas de mercadorias (ou seja, podem ser várias mercadorias numa única embalagem) importadas de países terceiros ou territórios para clientes na UE que não excedam os EUR 150.
- O vendedor tem de cobrar e recolher o IVA no ponto de venda aos clientes da UE e pode optar por declarar o pagamento desse IVA globalmente ao estado-membro de identificação no novo Balcão Único para as Importações (Import One-Stop Shop, IOSS). Alternativamente, podem fazer um registo normal de IVA. Estes bens passarão a beneficiar da isenção do IVA na importação, permitindo um rápido desalfandegamento.
- A introdução do regime de importação é acompanhada pela abolição da atual isenção do IVA para as mercadorias em pequenas remessas de valor até EUR 22. Isto também está em linha com o compromisso de aplicar ao IVA o princípio do destino.

## Derrogação de taxa zero
Alguns bens e serviços têm "taxa zero", pese embora o termo não seja usado na Diretiva. A Directiva refere-se a "isenções" com ou sem reembolso do IVA cobrado na fase anterior (ver Diretiva 2006/112/CE, Artigo 110.º). No Reino Unido, os exemplos disto incluem alguns alimentos, livros e medicamentos, juntamente com certos tipos de transporte. A Diretiva prevê "taxas zero" obrigatórias muito limitadas, geralmente relacionadas com fornecimentos de natureza internacional, como as exportações e os transportes internacionais, em que as isenções têm direito à dedução (Diretiva 2006/112/CE, Artigo 169.º). Contudo, em geral, pretendia-se que a taxa mínima de IVA em toda a Europa fosse de 5%. Porém, a taxa zero permanece em alguns estados-membros, como por exemplo a Irlanda, como legado da legislação pré-UE (permitida pelo Artigo 110.º). Estes estados-membros receberam uma derrogação (opt-out) para poderem continuar com a taxa zero preexistente, porém não estão autorizados a adicionar novos bens ou serviços. Um estado-membro da UE pode aumentar a sua taxa zero doméstica para uma taxa mais alta, por exemplo, para 5% ou 20%; contudo, as regras do IVA da UE não permitem uma reversão para a taxa zero uma vez que ela tenha sido abandonada. Os estados-membros podem instituir uma taxa reduzida para um artigo previamente taxado a zero, mesmo quando a legislação da UE não prevê uma taxa reduzida. Por outro lado, se um estado-membro fizer um aumento de uma taxa zero para a taxa padrão predominante, eles não podem diminuir para uma taxa reduzida, a menos que isto esteja especificamente previsto no Código do IVA da UE (a lista do Anexo III da Diretiva 2006/112/EC estabelece onde é que pode ser permitida uma taxa reduzida).

## Taxas do IVA
Diferentes taxas do IVA aplicam-se nos diferentes estados-membros da UE. A taxa padrão mais baixa do IVA em toda a UE é de 17%, embora os estados-membros possam aplicar duas taxas reduzidas do IVA (nunca abaixo de 5%) a certos bens e serviços. Certos bens e serviços devem estar isentos de IVA (por exemplo, os serviços postais, os cuidados de saúde, os empréstimos, os seguros, as apostas dos jogos sociais), e alguns outros bens e serviços podem estar com taxa zero de IVA (por exemplo, terrenos rústicos e de certos serviços financeiros). O IVA suportado imputável aos fornecimentos isentos não é recuperável.
Calcular o IVA pode ser mais fácil com as calculadoras em linha. 

### Taxa normal
Cada estado-membro da UE tem uma taxa normal que é aplicável à maior parte dos fornecimentos de bens e serviços e que não pode ser inferior a 15%.

### Taxa reduzida
Podem ser aplicadas uma ou duas taxas reduzidas ao fornecimento de bens e serviços específicos (com base na lista que figura no anexo III da Diretiva do IVA), mas, na maioria dos casos, não a serviços prestados por via eletrónica. As taxas reduzidas aqui mencionadas não podem ser inferiores a 5%.

### Taxas especiais
Alguns estados-membros da UE estão autorizados a aplicar taxas especiais de IVA a determinados fornecimentos. Estas taxas especiais aplicam-se nos países da UE que as já aplicavam a 1 de janeiro de 1991 e que optaram por as manter.
Foram inicialmente criadas a título transitório, aquando da entrada em vigor do Mercado Único da UE a 1 de janeiro de 1991, para facilitar a transição para as regras da UE em matéria do IVA, e destinavam-se a ser gradualmente suprimidas.
Existem 3 tipos de taxas especiais:
- Taxas super-reduzidas
- Taxas zero
- Taxas intermédias

#### Taxas super-reduzidas
Certos estados-membros da UE aplicam às vendas de uma lista limitada de bens e serviços taxas super-reduzidas inferiores a 5%.

#### Taxas zero
Alguns estados-membros da UE aplicam taxas zero a determinadas vendas. Quando se aplica uma taxa zero, o consumidor não tem de pagar IVA, mas tem direito à dedução do IVA que pagou em aquisições diretamente relacionadas com a venda.

#### Taxas intermédias ("taxas parking")
As taxas intermédias ("taxas parking") são aplicadas por alguns estados-membros da UE a determinados fornecimentos de bens e serviços que não estão incluídos no Anexo III da Diretiva do IVA. Estes estados-membros foram autorizados a continuar a aplicar taxas de IVA reduzidas a estes fornecimentos, em vez da taxa normal, desde que estas taxas não sejam inferiores a 12%.

Taxa normal do IVA nos países europeus

| Jurisdição                        | Código da Jurisdição | Taxa Normal       | Taxa Reduzida e Taxas Especiais (Super-reduzida e Intermédia) | Abreviatura    | Designação nacional |
| --------------------------------- | -------------------- | ----------------- | ------------------------------------------------------------- | -------------- | --- |
| Áustria                           | AT                   | 20%               | 13% ou 10%                                                    | MwSt.; USt.    | em alemão: Mehrwertsteuer / Umsatzsteuer                                                                               |
| Bélgica                           | BE                   | 21%               | 12% ou 6%                                                     | BTW; TVA; MWSt | em neerlandês: Belasting over de toegevoegde waarde; em francês: Taxe sur la Valeur Ajoutée; em alemão: Mehrwertsteuer |
| Bulgária                          | BG                   | 20%               | 9%                                                            | ДДС            | em búlgaro: Данък върху добавената стойност (Danăk vărhu dobavenata stojnost)                                          |
| - Chipre - ∟ Acrotíri e Deceleia  | CY                   | 19%               | 9% ou 5%                                                      | ΦΠΑ            | em grego: Φόρος Προστιθέμενης Αξίας (Fóros Prastithémenes Axías)                                                       |
| Chéquia                           | CZ                   | 21%               | 15% ou 10%                                                    | DPH            | em tcheco/checo: Daň z přidané hodnoty                                                                                 |
| Croácia                           | HR                   | 25%               | 13% ou 5%                                                     | PDV            | em croata: Porez na dodanu vrijednost                                                                                  |
| Dinamarca                         | DK                   | 25%               | nenhuma                                                       | moms           | em dinamarquês: Meromsætningsafgift                                                                                    |
| Estónia                           | EE                   | 20%               | 9%                                                            | km             | em estoniano: käibemaks                                                                                                |
| Finlândia                         | FI                   | 24%               | 14% ou 10%                                                    | ALV; Moms      | em finlandês: Arvonlisävero; em sueco: Mervärdesskatt                                                                  |
| - França - ∟ Mónaco               | FR                   | 20%               | 10%, 5.5% ou 2.1%                                             | TVA            | em francês: Taxe sur la valeur ajoutée                                                                                 |
| Alemanha                          | DE                   | 19%               | 7%                                                            | MwSt.; USt.    | em alemão: Mehrwertsteuer / Umsatzsteuer                                                                               |
| Grécia                            | EL                   | 24%               | 13% ou 6%                                                     | ΦΠΑ            | em grego: Φόρος Προστιθέμενης Αξίας (Fóros Prostithémenis Axías)                                                       |
| Hungria                           | HU                   | 27%               | 18% ou 5%                                                     | ÁFA            | em húngaro: általános forgalmi adó                                                                                     |
| Irlanda                           | IE                   | 23%               | 13.5%, 9%, 4.8% ou 0%                                         | VAT; CBL       | em inglês: Value Added Tax; em irlandês: Cáin Bhreisluacha                                                             |
| Itália                            | IT                   | 22%               | 10%, 5%, ou 4%                                                | IVA            | em italiano: Imposta sul Valore Aggiunto                                                                               |
| Letónia                           | LV                   | 21%               | 12% ou 5%                                                     | PVN            | em letão: Pievienotās vērtības nodoklis                                                                                |
| Lituânia                          | LT                   | 21%               | 9% ou 5%                                                      | PVM            | em lituano: Pridėtinės vertės mokestis                                                                                 |
| Luxemburgo                        | LU                   | 16%               | 13%, 7%, ou 3%                                                | TVA            | em francês: Taxe sur la Valeur Ajoutée                                                                                 |
| Malta                             | MT                   | 18%               | 7%, 5% ou 0%                                                  | VAT            | em maltês: Taxxa fuq il-Valur Miżjud; em inglês: Value Added Tax                                                       |
| Países Baixos                     | NL                   | 21%               | 9% ou 0%                                                      | BTW            | em neerlandês: Belasting toegevoegde waarde / Omzetbelasting                                                           |
| Polónia                           | PL                   | 23%               | 8%, 5%, ou 0%                                                 | PTU; VAT       | em polonês/polaco: Podatek od towarów i usług                                                                          |
| - Portugal - ∟ Açores - ∟ Madeira | PT                   | - 23% - 16% - 22% | - 13% ou 6% - 9% ou 4% - 12% ou 5%                            | IVA            | em português: Imposto sobre o Valor Acrescentado                                                                       |
| Roménia                           | RO                   | 19%               | 9%, 8%, ou 5%                                                 | TVA            | em romeno: Taxa pe valoarea adăugată                                                                                   |
| Eslováquia                        | SK                   | 20%               | 10%                                                           | DPH            | em eslovaco: Daň z pridanej hodnoty                                                                                    |
| Eslovénia                         | SI                   | 22%               | 9.5%                                                          | DDV            | em esloveno: Davek na dodano vrednost                                                                                  |
| Espanha                           | ES                   | 21%               | 10% ou 4%                                                     | IVA            | em castelhano: Impuesto sobre el valor añadido                                                                         |
| Suécia                            | SE                   | 25%               | 12% ou 6%                                                     | Moms           | em sueco: Mervärdesskatt                                                                                               |

## Espaço do IVA da UE
O Espaço do IVA da UE é um território que abrange todos os estados-membros da União Europeia e alguns outros países que seguem as regras da União Europeia (UE) sobre IVA. O princípio vale também para alguns impostos especiais sobre produtos como o álcool e o tabaco.
Todos os estados-membros da UE fazem parte do Espaço do IVA. Porém, algumas zonas dos estados-membros são zonas isentas:

### Territórios fora da UE incluídos
Incluído com a República de Chipre na sua taxa de 19%:
- Acrotíri e Deceleia (Território de Além-Mar Britânico)

Incluído com a França na sua taxa de 20%:
- Mónaco (estado soberano)

Aplica-se a taxa de 20% do Reino Unido:
- Irlanda do Norte (país do Reino Unido) alinhada com as regras do IVA do Espaço do IVA da UE apenas sobre bens. (consulte o Protocolo sobre a Irlanda do Norte)

### Territórios dentro da UE que são excluídos
Finlândia:
- Alanda (IVA local)

França:
- Guiana Francesa (sem IVA)
- Guadalupe (IVA local)
- Martinica (IVA local)
- Maiote (sem IVA)
- Reunião (IVA local)
- São Martinho (França) (IVA local)

Alemanha:
- Büsingen no Alto Reno (enclave dentro da Suíça; as taxas de IVA suíças aplicam-se dentro da Zona Aduaneira Suíça-Liechtenstein)
- Heligolândia (um pequeno arquipélago alemão no Mar do Norte com estatuto de isenção de IVA)

Grécia:
- Monte Atos (sem IVA)

Itália:
Campione d'Italia e as águas italianas do Lago de Lugano (enclave na Suíça; isento de IVA, aplica-se o imposto de compra local equivalente ao IVA suíço)
Livigno (cidade alpina com estatuto de isenção de IVA devido ao relativo isolamento)
Espanha:
- Ilhas Canárias (sem IVA, aplica-se um imposto local sobre as vendas)
- Ceuta (território sem IVA em África)
- Melilha (território sem IVA em África)

### Territórios conectados ou limítrofes com países da área de IVA da UE e não incluídos
Reino da Dinamarca:
- Ilhas Faroé
- Gronelândia

França:
- Ilha de Clipperton
- Terras Austrais e Antárticas Francesas
- Nova Caledónia
- Coletividades de Outro-Mar

Reino dos Países Baixos:
- Aruba
- Caribe dos Países Baixos
- Curaçao
- São Martinho (Países Baixos)

Outras nações:
- Islândia
- Liechtenstein (numa união aduaneira com a Suíça; as taxas de IVA suíças aplicam-se na Zona Aduaneira Suíça-Liechtenstein)
- Noruega, incluindo Svalbard, Jan Mayen e a Ilha Bouvet
- Andorra
- Cidade do Vaticano
- São Marinho
- Suíça, incluindo Samnaun
- Reino Unido, incluindo as três dependências da Coroa: Jersey, Guernsey e a Ilha de Man e um território de além-mar: Gibraltar. Exclui a Irlanda do Norte, que está sujeita às regras do Espaço do IVA da UE apenas sobre bens.